# تعريشة

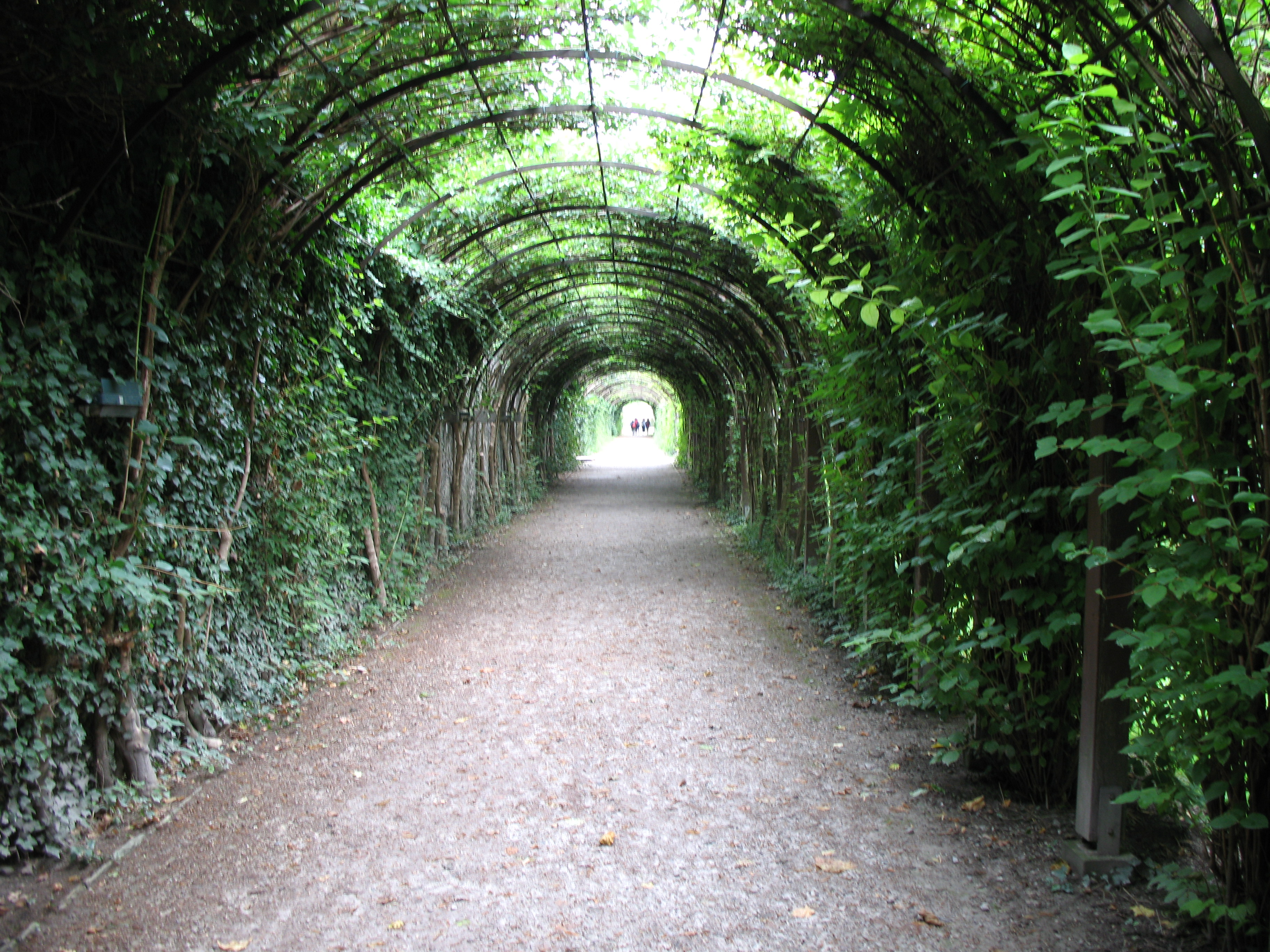
عريشة.

التعريشة أو القمرية أو الظَلِيلة أو العريشة أو التعريشية هي ممرٌ مفتوح مظلل من الأعلى بنباتات ترتكز على هياكل خشبية أو معدنية، تُعدُّ نوع من المظلات لتوفير الحماية والخصوصية وعادة تكون في المداخل.